# جان هلم
جان هَـلَم (انگلیسی: John Hallam؛ ‏ ۲۸ اکتبر ۱۹۴۱ – ۱۴ نوامبر ۲۰۰۶) بازیگر اهل بریتانیا بود.
از فیلم‌ها یا برنامه‌های تلویزیونی که وی در آن نقش داشته‌است، می‌توان به شرور، آخرین دره، چهار پر، هنسی،آیوانهو، ایست‌اندرز، دکتر هو، رابین از شروود، جنگ مورفی، رابین هود: شاهزاده دزدان، نیکلاس و الکساندرا، هیتلر: ده روز آخر، عشق و گلوله‌ها، آنتونیوس و کلئوپاترا، مرد حصیری، پادشاه داوود، فلش گوردون، هجوم، فصلی از زندگی بزرگان، شاهزاده کاسپین و سفر کشتی سپیده‌پیما و وقتی وال‌ها آمدند اشاره کرد.